# Conan Stevens
Conan Stevens est un acteur et scénariste australien né le 30 novembre 1969 à Newcastle.

## Filmographie

### Cinéma

#### Acteur
- 2005 : Man-Thing : Homme-chose
- 2007 : L'île aux trésors : Cascadeurs
- 2007 : The Bodyguard 2 : Big Security Guard (non crédité)
- 2008 : Somtum : Jo Jo
- 2008 : Hanuman klook foon : Fight Club Gang Leader (non crédité)
- 2008 : Drona : Asura
- 2008 : E-Tim tai nae : Wrestler
- 2009 : Chandni Chowk to China : Joey
- 2009 : 5 huajai hero (force of five) : Ambassadors Bodyguard
- 2009 : Bangkok Adrenaline : Conan
- 2010 : True Legend : Malotoff
- 2011 : Largo Winch II : Nazachov's Bodyguard (non crédité)
- 2012 : Le Hobbit : Un voyage inattendu : Bolg
- 2013 : Vikingdom : Thor
- 2013 : Mystic Blade : Butch
- 2014 : Son of God : Goliath
- 2014 : Skin Trade : Igor
- 2015 : Nameless : The Dreamkeeper
- 2015 : Brothers : Luca

#### Scénariste
- 2009 : Bangkok Adrenaline

### Télévision
- 2011 : Game of Thrones : Gregor Clegane (2 épisodes)
- 2012 : Spartacus : Sedullus (1 épisode)
- 2013 : La Bible : Goliath (1 épisode)
- 2015 : Runestone : Rauthr Wulfgrimm (1 épisode)
- 2016–2017 : Encantadia (série télévisée, 9 épisodes) :  Vish'ka (non crédité)